# 钻丝小花苣苔
钻丝小花苣苔（学名：Chiritopsis subulata），为苦苣苔科小花苣苔属下的一个植物种。